# 푸투마요강

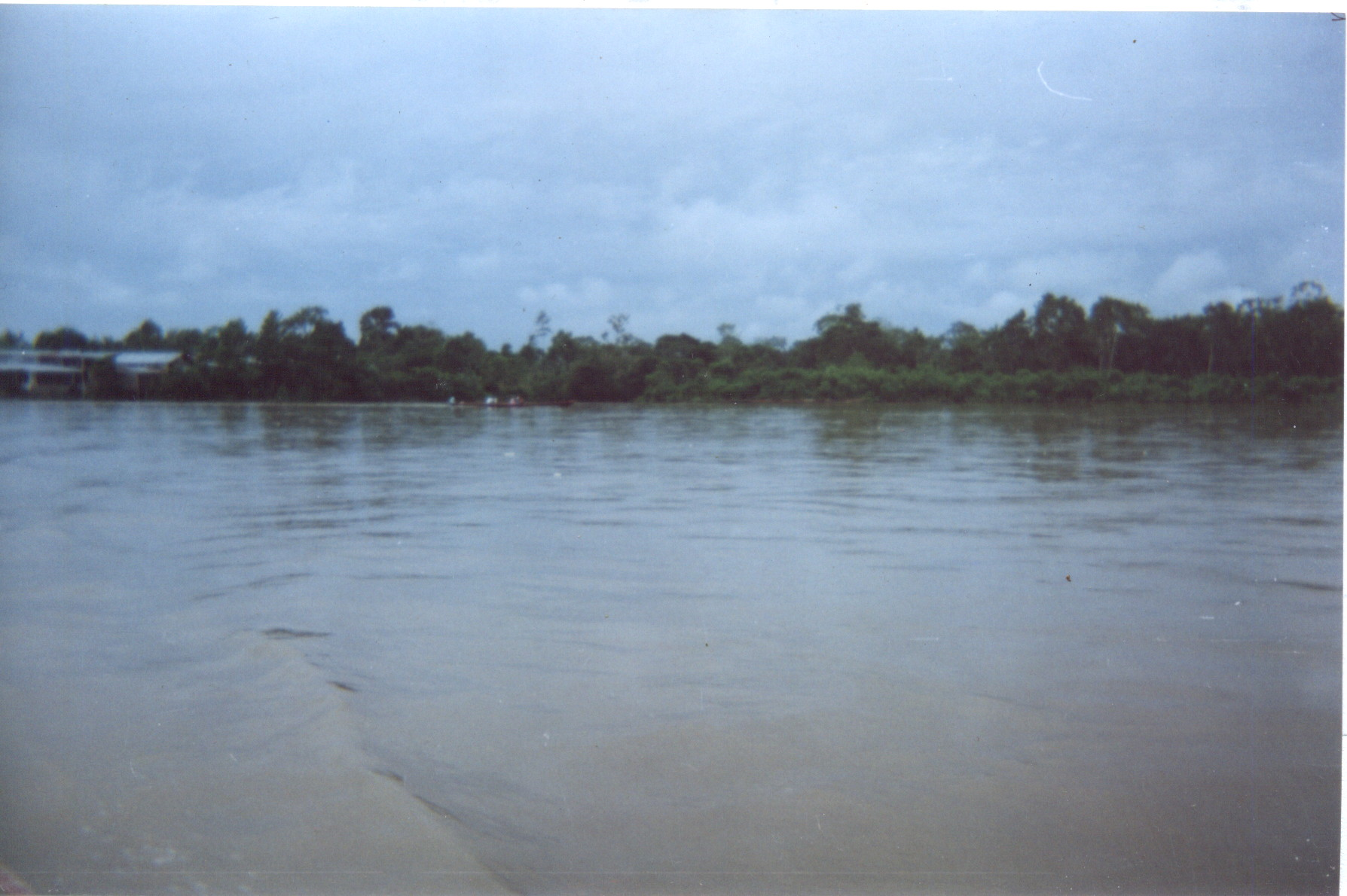
콜롬비아 Puerto Asís에서 본 푸투마요강

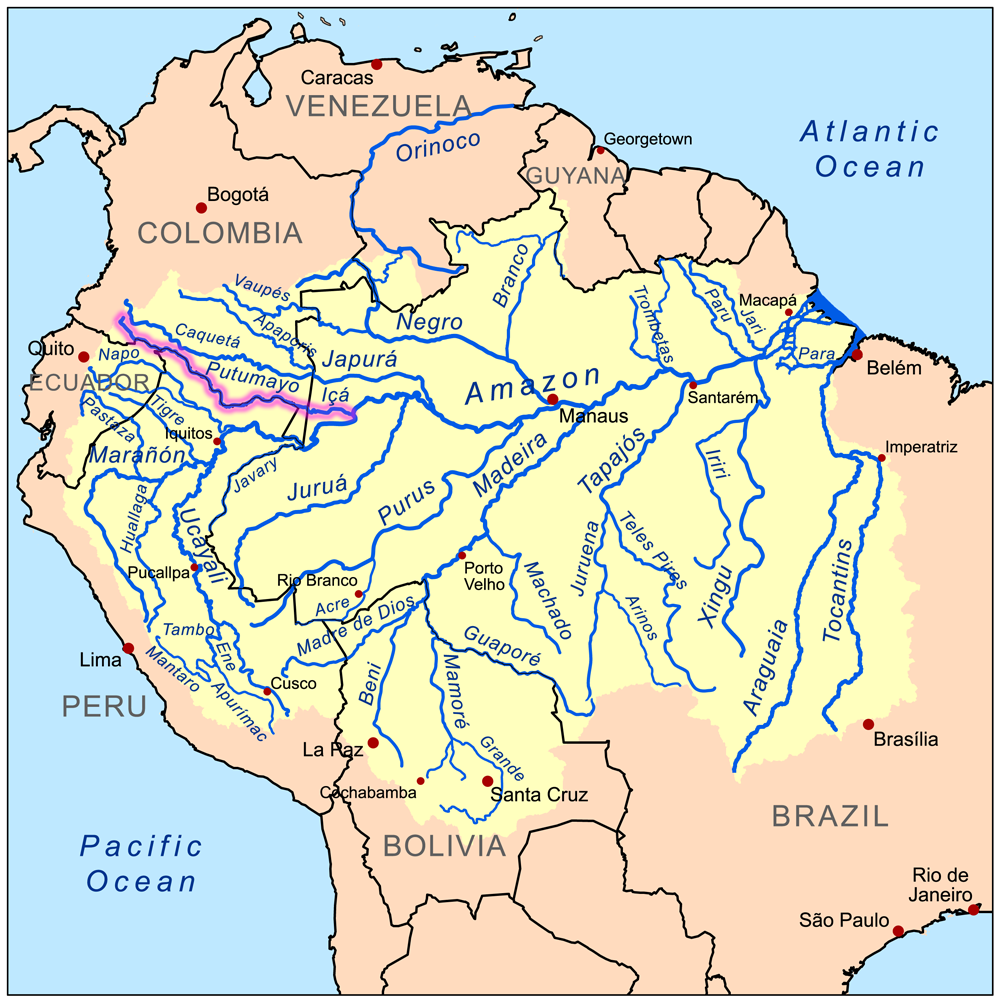

푸투마요강(스페인어: Río Putumayo) 또는 이사강(포르투갈어: Rio Içá)은 아마존강의 지류로, 자푸라강 남서쪽을 평행하게 흐른다. 유역은 콜롬비아, 에콰도르, 페루, 브라질의 영토에 걸쳐 있다.
푸투마요강은 콜롬비아-에콰도르 국경의 일부분과 콜롬비아-페루 국경의 대부분을 구성한다. 이 세 나라에서는 '푸투마요'(Putumayo)라는 이름으로 알려져 있으나 브라질로 넘어가서는 '이사'(Içá)라는 이름으로 불린다. 강은 콜롬비아 파스토 시 동쪽의 안데스 산맥에서 발원하여 브라질 Santo Antônio do Içá 시 근처에서 아마존의 상류인 솔리몽이스강(Solimões)으로 흘러든다.